# David Bramwell

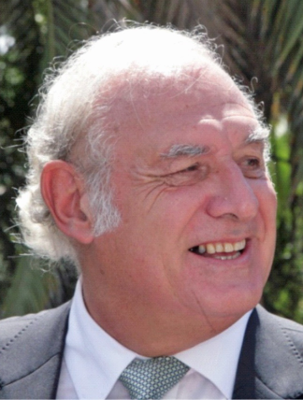
David Bramwell

David Bramwell MBE (25. November 1942 – 20. Januar 2022) war ein britischer Botaniker. Er war Direktor des Jardín Botánico Canario Viera y Clavijo, Gran Canaria von 1974 bis 2012 und engagierte sich für die Erhaltung der Flora der Kanarischen Inseln.

## Ausbildung
Bramwell wurde in Ormskirk bei Liverpool am 25. November 1942 geboren. Er besuchte in Maghull die Schule und studierte anschließend von 1962 bis 1967 Botanik an der Universität von Liverpool. Er wechselte danach für ein Jahr zum postgradualen Studium an die Universität Sevilla.
Für seine Arbeit mit dem Titel „Revision of the genus Echium in Macaronesia“ wurde er 1971 an der Universität von Reading promoviert.

## Wissenschaftliche Karriere
1971 wurde er Teil der pflanzenkundlichen Abteilung an der Universität Reading unter Professor Vernon Heywood. Dort lehrte er Systematik und war Kurator des Herbariums. Er war stellvertretender Herausgeber des Botanical Journal of the Linnean Society und Sekretär des internationalen Projekts Flora of Macaronesia. Er wurde 1971 zum Mitglied der Linnean Society gewählt.
Er verließ Reading 1974, als er zum Direktor des Jardín Botánico Canario Viera y Clavijo berufen wurde. 2012 wurde er dort als  Direktor emeritiert.
Von 1984 bis 1986 war er Director Plan Especial de Proteccion de Espacios Naturales de Gran Canaria und von 2005 bis 2016 Direktor der Botanic Gardens Conservation International (BGCI), die er mitgegründet hat. Er war ab 2008 Mitglied der Royal Society of Arts (FRSA).
Von 2011 bis 2014 wurde er als Vorsitzender des UNESCO-Lehrstuhls für die Erhaltung der Pflanzendiversität in Makaronesien und Westafrika berufen.
Bramwell hat über 100 wissenschaftliche Artikel und mehrere Bücher über die Flora der Kanarischen Inseln veröffentlicht.

## Privatleben
1967 heiratete David Bramwell Irene Zoë Taylor, die Absolventin der Universität Liverpool und botanische Illustratorin war. Zusammen mit ihr veröffentlichte er 1974 Wild Flowers of the Canary Islands wozu sie die Illustrationen beitrug. Nach dem Tod seiner ersten Frau heiratete er 2011 Yolanda. Bramwell starb am 20. Januar 2022 im Alter von 79 Jahren in Las Palmas de Gran Canaria.

## Auszeichnungen

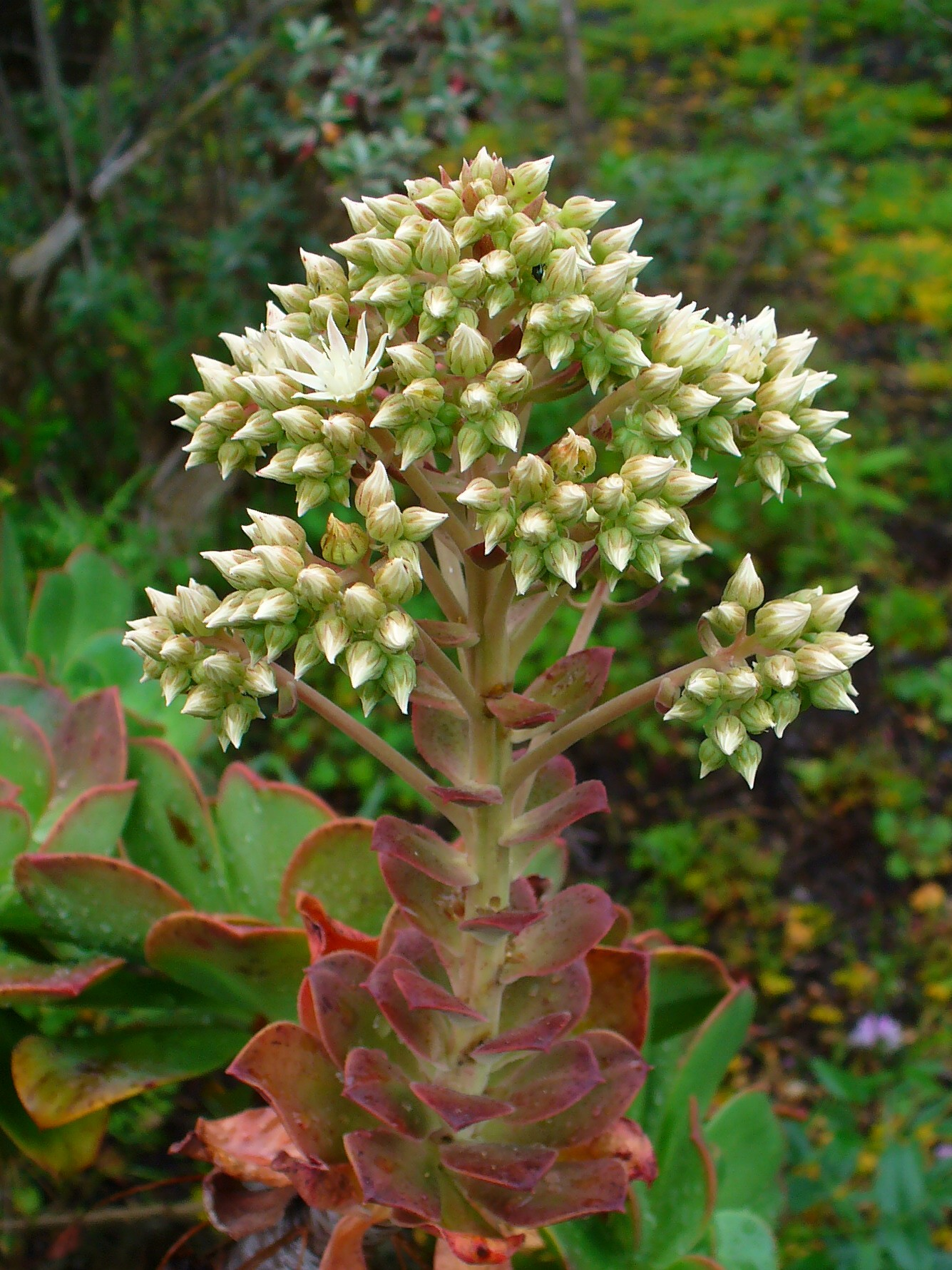
Bramwell-Dickblatt

- Sir Peter Scott Award for Conservation Merit (1984).[8]
- MBE für seine Verdienste um die britische Gemeinschaft in Las Palmas (Gran Canaria)[9]
- Der erste Cesar Manrique Preis für Umweltschutz (1996).[4]
- International Award of Excellence in Conservation des Botanical Research Institute of Texas (2003).[10]
- Ehrenbürger der Insel Gran Canaria (2005).[3]
- Canary Islands Award (2013).[7]
- Henry Shaw Medaille (2013) durch den Missouri Botanical Garden.[11]

## Eponym
Das Bramwell-Dickblatt Aeonium davidbramwellii wurde 1989 von H.Y.Liu erstbeschrieben und zu Ehren von Bramwell nach ihm benannt.

## Ausgewählte Bücher
- Plants and Islands (1979). David Bramwell (Editor). Academic Press Inc. ISBN 978-0-12-125460-5
- Botanic Gardens and the World: Conservation Strategy. (1987). D. Bramwell (Editor). Academic Press Inc. ISBN 978-0-12-125462-9
- Subtropical Gardens (1995). David Bramwell, Zoe Bramwell. Rueda. ISBN 978-84-7207-086-8
- Medicinal Plants of the Canary Islands (2004). David Bramwell. Rueda ISBN 978-84-7207-172-8
- Wild Flowers of the Canary Islands (2001, 4th Edition). David Bramwell, Zoe Bramwell. Rueda. ISBN 978-84-7207-128-5
- The Biology of Island Floras (2011). David Bramwell (Editor), Juli Caujapé-Castells (Editor). Cambridge University Press. ISBN 978-0-521-11808-8